# Karl Ditters von Dittersdorf
Karl (of Carl) Ditters von Dittersdorf, geboren als Johann Carl Ditters (Wenen, 2 november 1739 – kasteel Rothlhotta (bij Nové Dvory, Midden-Bohemen), 24 oktober 1799), was een Oostenrijks componist.

## Biografie
Ditters werkte als kind in het orkest van een Weense benedictijnerkerk, totdat de chef van de artillerie, prins Josef von Hildburghausen, hem als page aannam en ervoor zorgde dat hij een gedegen muzikale opleiding kreeg. Hij studeerde bij Joseph Bonno, die hem een functie in het operaorkest van het Weense hof bezorgde. Inmiddels bekend als vioolvirtuoos ging hij naar Italië.
Weer terug in Oostenrijk werd hij aangesteld als kapelmeester van de bisschop van Grosswardein, als opvolger van Michael Haydn.
De benoeming tot hofkapelmeester door de keizer wees hij af, omdat hij dit niet kon combineren met zijn eigen theater, dat hij ondertussen in Johannesberg gesticht had.
Later, met de opkomst van het genie Mozart, konden zijn opera's zich, met uitzondering van Doktor und Apotheker, moeilijk handhaven.
Vanwege zijn verdiensten werd hij onderscheiden met een pauselijke orde en in de adelstand verheven.

## Werken

### Opera's
- Amore in Musica (1767, Grosswardein)
- 25 000 Gulden oder im Dunkeln ist gut munkeln (1785, Wenen)
- Doktor und Apotheker (1786, Wenen)
- Betrug durch Aberglauben (1786, Wenen)
- Die Liebe im Narrenhaus (1787, Wenen)
- Hieronymus Knicker (1789, Wenen)
- Das rote Käppchen (1788, Wenen)
- Das Gespenst mit der Trommel (1794, Oels)
- Don Quixote der Zweyte (1795, Oels)
- Die lustigen Weiber von Windsor (1796, Oels)

### Overige werken
- Oratoria
- Missen
- Cantates
- Orkestwerken